# Svatopluk Henke
Svatopluk Henke (* 16. Juli 1952 in Louny) ist ein ehemaliger tschechoslowakischer Radrennfahrer.

## Sportliche Laufbahn
Henke bestritt für die Nationalmannschaft eine Reihe von Etappenrennen. Dabei holte er Etappensiege in der Bulgarien-Rundfahrt 1974, in der Slowakei-Rundfahrt 1975, in der Tour de Bohemia 1974, in der 1975 und 1976 sowie in der Rheinland-Pfalz-Rundfahrt 1979 (6. Platz). 1977 wurde er beim Sieg von Rudolf Mitteregger Dritter der Österreich-Rundfahrt. Auch in der Slowakei-Rundfahrt 1977 wurde er Dritter.
1984 wurde Henke Dritter der nationalen Meisterschaft im Straßenrennen hinter dem Sieger Luděk Štyks.
Dreimal fuhr er die Internationale Friedensfahrt. 1974 wurde er 34., 1975 57. und 1980 8. der Gesamtwertung. 1976 wurde er 17. im Milk Race.
Im Rennen der UCI-Straßen-Weltmeisterschaften 1978 wurde er als 42. klassiert, 1981 kam er als 13. Ins Ziel.